# 熊谷翔
熊谷 翔（くまがい かける、2002年1月5日 - ）は、日本の男子バドミントン選手。

## 経歴

### ジュニア
高校時代は、藤澤佳史とペアを組む。
2018年の全日本ジュニア選手権では、決勝で埼玉栄高校の河村翼 / 川本拓真をストレートで破って優勝した。
2019年の世界ジュニア選手権では、混合ダブルスで大竹望月とのペアで出場。準々決勝に進むが、第4シードの蒋振邦 / 李怡婧相手に22-20, 18-21, 23-21の大接戦で敗れ、メダルにはあと1歩届かなかった。

### 大学
高校卒業後は日本大学に進学し、同い年の小川航汰とペアを組む。
2023年9月のインドネシア・マスターズ (スーパー100)では、2回戦で世界ランク45位で第1シードのファランユ・カオサマーン / ウォラポル・トンサンガを破る。準々決勝でも三橋健也 / 岡村洋輝を破るなどして準優勝を果たした。
同年10月の全日本学生選手権（インカレ）では、男子ダブルスに出場し決勝に進出。龍谷大学の西大輝 / 木田悠斗を破り、優勝した。

### 2024年-
2024年からは同い年の西大輝とペアを組む。
同年6月の全日本実業団選手権では、決勝のトナミ運輸戦の第2ダブルスに渡辺勇大との即席ペアで出場。元世界ランク1位で、日本のエースダブルスの保木卓朗 / 小林優吾を破る下克上を果たした。
2025年7月のマカオ・オープンでは、1回戦で真龍 / 羅星昇を破る番狂わせを起こす。2回戦では、第2シードのサトウィクサイラジ・ランキレッディ / チラグ・シェッティに対して、21-10, 20-22, 16-21と、勝利まであと2点及ばずで惜敗した。